# 湯の川温泉 (北海道)

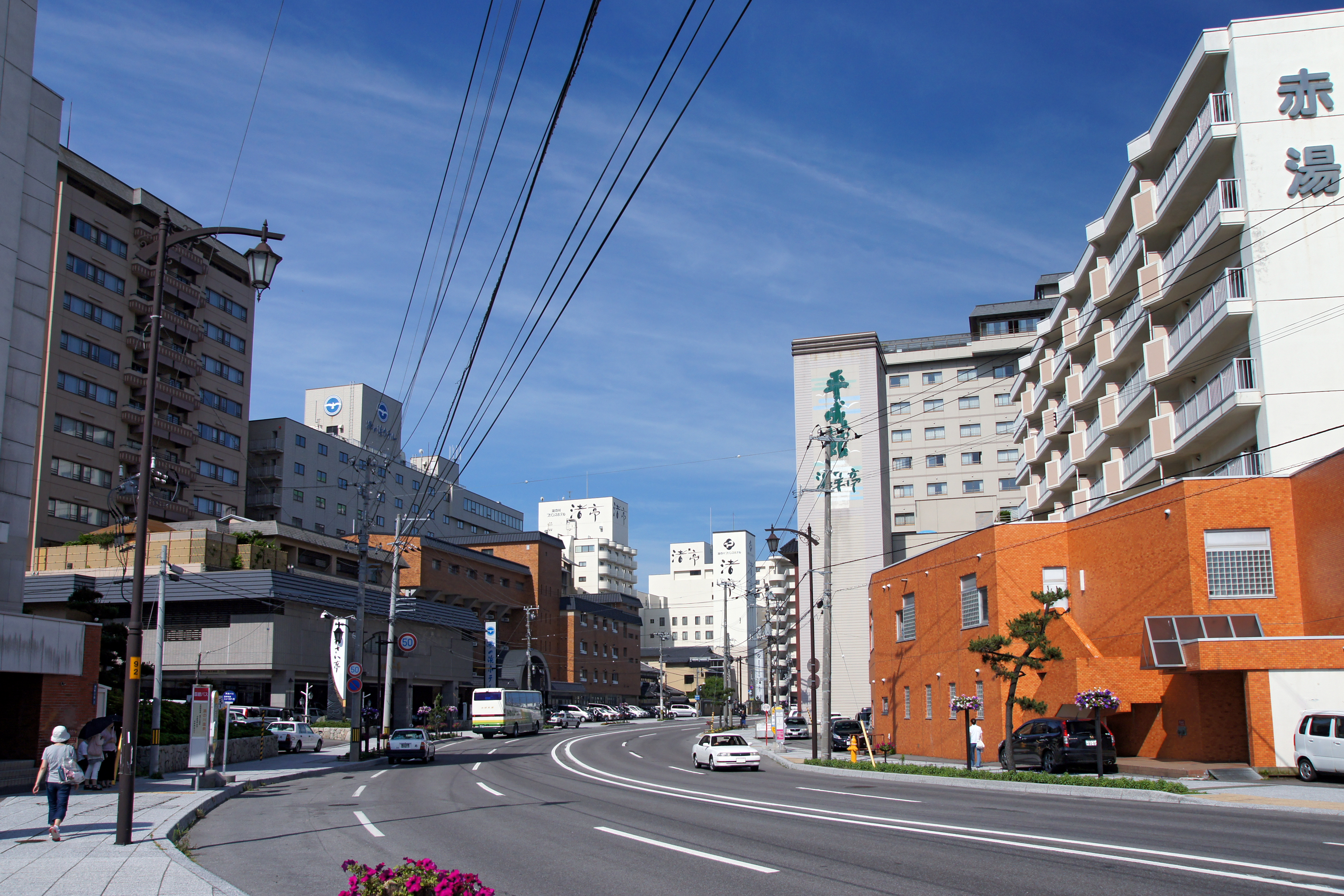
国道278号（漁火通）沿いの温泉街（2012年7月）

湯の川温泉（ゆのかわおんせん）は、北海道函館市にある温泉。「名湯百選」選定。

## 概要
函館市の南東東部の松倉川最下流に位置し、南は津軽海峡に面した温泉である。横津岳を取り巻く温泉群の一つ。温泉泉質はふたつあり、透明で二酸化炭素が大量に含まれる白湯と、赤味を帯びた湧出地が限られる赤湯がある。かつては同時に湧出する二酸化炭素を利用して函館市水道局（現・函館市企業局上下水道部）がドライアイスの製造をおこなっていた。温泉はかつて一部の源泉が自噴していたが、現在は源泉水位の低下などにより動力によって温泉を汲み上げている。
白湯の温度は65℃前後、赤湯の温度は55℃以下である。
湧出量は大気圧や潮位に伴い変化することから湧出機構が別府温泉型としていて、地下水脈が海底に開口している可能性が指摘されている。熱源は旧・銭亀沢村（現・銭亀沢支所管内）の汐泊川河口沖約2kmの銭亀火山と考えられている。
源泉深さは28メートルから115メートルで白湯、赤湯ともほぼ同じような深さ。汐泊川層の北東-南西方向の破砕帯にあるとされる。なお、参考までに南西方向には同じ泉質の谷地頭温泉がある。
1976年（昭和51年）に北海道の「温泉保護地域」に指定されて新規の温泉掘削が制限されているが、資源の枯渇が懸念されている。函館市は1998年（平成10年）に「函館市温泉供給条例」を改正して揚湯量を縮減したほか、2010年（平成22年）に「函館市温泉資源保護指針」を策定するなど対策に取り組んでいる。
函館市電（湯の川温泉電停・湯の川電停）が温泉街北側を走行しているほか、函館空港（車で5分）や北海道新幹線新函館北斗駅方面からのシャトルバスも運行されている。湯倉神社の境内下には「湯の川温泉発祥の地碑」があり、足湯は湯の川温泉停留場近くの「湯巡り舞台」と函館市熱帯植物園にある。毎年、お盆明けに『湯の川温泉花火大会』を開催している。

## 歴史
湯の川の語源は、アイヌ語の「ユ（湯）+ペツ（川）」に由来しているというのが定説である。1453年（享徳2年）には湧き湯を見つけた木こりが負傷した際に腕の痛みを湯治して癒していたという。 後に薬師如来を作り、小さな祠を建てて祀ったことが湯川村薬師堂（現在の湯倉神社）の発祥と言われている。1653年（承応2年）、後に松前藩の藩主となる松前千勝丸（松前高広）の難病治療のために母親の清涼院が千勝丸を湯治させた。まもなく千勝丸は全快し、翌年にお礼として湯川村薬師堂に知内産の黄金で作った薬師尊像と鰐口を奉納したことが湯の川温泉の発祥と言われている。なお、鰐口は湯倉神社に現存しており「奉掛薬師堂松前千勝丸敬白甲午承応参年正月吉祥日」、裏に「国次作」と刻まれている。
松浦武四郎の『蝦夷日誌』にも療養目的の湯治向けの温泉として記しており、箱館戦争の時には旧幕府軍の負傷兵が療養していた。1885年（明治18年）、福井県出身の石川藤助が温泉場付近で採掘を行って高温で湯量豊富な温泉を掘り当てると、翌年に義父石川喜八が新湯元を名乗り温泉開業広告「湯の川村温泉開浴広告」を新聞に載せた。以後、温泉の採掘が行われるようになり温泉旅館や温泉別荘などが造られた。1887年（明治20年）に現在の電車通が開通した。1898年（明治31年）になると函館馬車鉄道が湯川線の営業を開始したことにより、湯の川温泉は保養地になった。1913年（大正2年）に馬車鉄道が電化されて函館の中心部と湯の川温泉が30分で結ばれ、1918年（大正7年）に函館と湯川と結ぶバス路線が日本国内初となる自動車専用道路として開通し、温泉街はさらに発展していった。当時は、「湯の川八景」と呼ばれるほどの景勝地として親しまれ、北洋漁業の発展とともに歓楽街としても賑わい「函館の奥座敷」と言われていた。
1954年8月7日、第9回国民体育大会（北海道大会）出席のため来道した昭和天皇、香淳皇后が湯の川温泉に行幸啓。若松旅館が宿泊所となった。

## 泉質
- ナトリウム・カルシウム-塩化物泉

## アクセス
新函館北斗駅と湯の川温泉・函館空港を結ぶ空港連絡バス（函館帝産バス）、札幌と函館を結ぶ都市間高速バス「高速はこだて号」（北海道中央バス・道南バス・北都交通・函館バスの共同運行）、「函館特急ニュースター号」（北海道バス）が湯の川温泉まで運行している。また、土日祝日のみ函館駅と湯の川温泉を結ぶ「湯の川温泉ライナー」（函館バス）が運行している。
- 函館市企業局交通部（函館市電）湯の川温泉停留場、湯の川停留場下車
- 函館バス「湯の川温泉」、「湯倉神社前」バス停下車
- 函館空港から車で約5分、シャトルバスで約8分
- 五稜郭・本町エリアから車で約10分、市電で約13分、バスで約15分
- 函館駅から車で約20分、市電・バスで約30分
- 西部エリアから車で約25分、市電で約35分
- 道央自動車道大沼公園ICから函館新道・函館新外環状道路を経由し車で約40分

参照：湯の川温泉のリーフレット・ガイドマップ